# Saint-Nazaire-sur-Charente
 Saint-Nazaire-sur-Charente  es una población y comuna francesa, situada en la región de Poitou-Charentes, departamento de Charente Marítimo, en el distrito de Rochefort y cantón de Saint-Agnant. Se encuentra en el margen sur del estuario del río Charente.

## Demografía
| 797 | 770 | 664 | 855 | 834 | 850 |
| Para los censos de 1962 a 1999 la población legal corresponde a la población sin duplicidades (Fuente: INSEE [Consultar]) |     |     |     |     |     |

## Lugares de interés
- La Fuente Real, llamada Fuente de Lupin: se encuentra en el lecho del río Charente, cerca de la orilla, y fue construida en 1676 y reconstruida en 1763. Históricamente, fue la primera fuente de captación de agua para buques existente en Francia. Su origen se remonta a la fundación del Arsenal de Rochefort (astilleros militares fundados en el siglo XVII), y permitía a los navíos abastecerse en agua potable. Aún funcionaba a principios del siglo XX. Sólo se conservan tres fuentes de este tipo en Francia: las otras dos se encuentran en Brest y en Belle-Île-en-Mer.

- Saint-Nazaire posee otras dos fuentes que sirven de reservas de agua para abastecer la Fuente de Lupin: la Fuente de Fontpourri y la Fuente des Morts (Fuente de los muertos).

- El Fuerte Lupin : Levantado en 1683 para defender el acceso al Arsenal de Rochefort, es un ejemplo de las fortificaciones construidas por Vauban para asegurar la defensa de la costa. Junto con el fuerte de la isla Madame y el de Piedemont, protegía la desembocadura del río Charente, río abajo de Rochefort. El Fuerte Lupin es clasificado como monumento histórico.